# Johan Cruijff Schaal
Johan Cruijff Schaal (či Nizozemský superpohár) je fotbalová trofej, která je pojmenovaná po nizozemském fotbalistovi a fotbalovém trenérovi Johanu Cruijffovi. O tuto trofej se utkávají vítězové Eredivisie a KNVB Cupu a hraje se na jeden zápas. Pokud obě soutěže vyhraje jeden tým, jeho soupeřem je druhý tým z ligy. Soutěž se koná nepřetržitě od roku 1991 a zápase se hraje každoročně týden před začátkem ligy.

## Historie
První zápas superpoháru se odehrál 25. června 1949, ve kterém vítěz ligy SVV porazil vítěze poháru Quick Nijmegen 2:0. Poté byl superpohár obnoven až v roce 1991 pod názvem PTT Telecom Cup. Po odstoupení sponzora PTT Telecom byla trofej v roce 1996 přejmenována na Johan Cruijff Schaal.
Část výtěžku ze zápasu putuje do Nadace Johana Cruijffa, která podporuje projekty pro postižené, děti a mládež a zároveň podporuje výstavbu fotbalových hřišť (tzv. Cruijff Court).
Od roku 2014 se v případě remízy po základní hrací době je zápas rozhodnut penaltovým rozstřelem.
Od roku 2017 se zápas odehrává na hřišti vítěze ligy.

## Přehled zápasů
| Rok                                          | Vítěz         | Výsledek             | Finalista        |
| -------------------------------------------- | ------------- | -------------------- | ---------------- |
| 1949                                         | SVV           | 2:0                  | Quick Nijmegen   |
| Nekonalo se od roku 1950 do roku 1990        |               |                      |                  |
| 1991                                         | Feyenoord     | 1:0                  | PSV Eindhoven    |
| 1992                                         | PSV Eindhoven | 1:0                  | Feyenoord        |
| 1993                                         | Ajax          | 4:0                  | Feyenoord        |
| 1994                                         | Ajax          | 3:0                  | Feyenoord        |
| 1995                                         | Ajax          | 2:1 (po prodloužení) | Feyenoord        |
| 1996                                         | PSV Eindhoven | 3:0                  | Ajax             |
| 1997                                         | PSV Eindhoven | 3:1                  | Roda JC Kerkrade |
| 1998                                         | PSV Eindhoven | 2:0                  | Ajax             |
| 1999                                         | Feyenoord     | 3:2                  | Ajax             |
| 2000                                         | PSV Eindhoven | 2:0                  | Roda JC Kerkrade |
| 2001                                         | PSV Eindhoven | 3:2                  | FC Twente        |
| 2002                                         | Ajax          | 3:1                  | PSV Eindhoven    |
| 2003                                         | PSV Eindhoven | 3:1                  | FC Utrecht       |
| 2004                                         | FC Utrecht    | 4:2                  | Ajax             |
| 2005                                         | Ajax          | 2:1                  | PSV Eindhoven    |
| 2006                                         | Ajax          | 3:1                  | PSV Eindhoven    |
| 2007                                         | Ajax          | 1:0                  | PSV Eindhoven    |
| 2008                                         | PSV Eindhoven | 2:0                  | Feyenoord        |
| 2009                                         | AZ            | 5:1                  | SC Heerenveen    |
| 2010                                         | FC Twente     | 1:0                  | Ajax             |
| 2011                                         | FC Twente     | 2:1                  | Ajax             |
| 2012                                         | PSV Eindhoven | 4:2                  | Ajax             |
| 2013                                         | Ajax          | 3:2 (po prodloužení) | AZ               |
| 2014                                         | PEC Zwolle    | 1:0                  | Ajax             |
| 2015                                         | PSV Eindhoven | 3:0                  | FC Groningen     |
| 2016                                         | PSV Eindhoven | 1:0                  | Feyenoord        |
| 2017                                         | Feyenoord     | 1:1 (4:2 na penalty) | Vitesse          |
| 2018                                         | Feyenoord     | 0:0 (6:5 na penalty) | PSV Eindhoven    |
| 2019                                         | Ajax          | 2:0                  | PSV Eindhoven    |
| V roce 2020 zrušeno kvůli pandemii covidu-19 |               |                      |                  |
| 2021                                         | PSV Eindhoven | 4:0                  | Ajax             |
| 2022                                         | PSV Eindhoven | 5:3                  | Ajax             |
| 2023                                         | PSV Eindhoven | 1:0                  | Feyenoord        |
| 2024                                         | Feyenoord     | 4:4 (4:2 na penalty) | PSV Eindhoven    |

## Vítězové podle klubů
| Klub             | Výhry | Prohry | Roky vítězství                                                                     | Roky porážek                                               |
| ---------------- | ----- | ------ | ---------------------------------------------------------------------------------- | ---------------------------------------------------------- |
| PSV Eindhoven    | 13    | 8      | 1992, 1996, 1997, 1998, 2000, 2001, 2003, 2008, 2012, 2015, 2016, 2021, 2022, 2023 | 1991, 2002, 2005, 2006, 2007, 2018, 2019, 2024             |
| Ajax             | 9     | 10     | 1993, 1994, 1995, 2002, 2005, 2006, 2007, 2013, 2019                               | 1996, 1998, 1999, 2004, 2010, 2011, 2012, 2014, 2021, 2022 |
| Feyenoord        | 5     | 6      | 1991, 1999, 2017, 2018, 2024                                                       | 1992, 1993, 1994, 1995, 2008, 2016, 2023                   |
| FC Twente        | 2     | 1      | 2010, 2011                                                                         | 2001                                                       |
| FC Utrecht       | 1     | 1      | 2004                                                                               | 2003                                                       |
| AZ               | 1     | 1      | 2009                                                                               | 2013                                                       |
| SVV              | 1     | –      | 1949                                                                               | –                                                          |
| PEC Zwolle       | 1     | –      | 2014                                                                               | –                                                          |
| Roda JC Kerkrade | –     | 2      | –                                                                                  | 1997, 2000                                                 |
| Quick Nijmegen   | –     | 1      | –                                                                                  | 1949                                                       |
| SC Heerenveen    | –     | 1      | –                                                                                  | 2009                                                       |
| FC Groningen     | –     | 1      | –                                                                                  | 2015                                                       |
| Vitesse          | –     | 1      | –                                                                                  | 2017                                                       |